# 死んだ目をした少年
『死んだ目をした少年』（しんだめをしたしょうねん）は、古泉智浩による日本の漫画。青林工藝舎の『アックス』に連載、単行本化されるも絶版になっていたが、2015年3月に新装版が青林工藝舎から刊行された。

## あらすじ
ある田舎町の中学校に通う犬田文治は冴えない平々凡々な中学生で、クラスのリーダー格である魔裟死と強美から目をつけられ、執拗ないじめを受け、家に帰っても父親に暴力を振るわれ、悲惨な毎日を送る一方、犬田と仲良しであった数宮光と二人でマイペースに学生生活を過ごしていた。ボクシング好きの二人はひょんなことから公園で知り合った若い女性・釈笛子からボクシングを教わることになる。体力の無いながらに毎日練習を続ける犬田と数宮。練習を通して少しずつ彼らの中で何かが変わり始める。

## 書誌情報
- 古泉智浩『死んだ目をした少年』青林工藝舎、2005年3月31日発売[1]、ISBN 4-88379-180-7
- 古泉智浩『新装版 死んだ目をした少年』青林工藝舎、2015年2月28日発売[2]、ISBN 978-4883794089

## 映画
同名タイトルの映画作品は、2015年2月21日に公開された。

### キャスト
- 犬田文治：清水尚弥
- 五十嵐強美：紗都希
- 釈笛子：高樹マリア
- 数宮光：福井成明
- 魔裟死：福田航也
- 荒井さやか：西井雅
- 村崎琢美：後藤和歌奈
- 田中聡：櫻井圭登
- 吉沢義明：尾形駿一
- 風俗店店長：松岡哲永

### スタッフ
- 監督：加納隼
- 脚色：加納隼、三浦賢太郎
- エグゼクティブプロデューサー：前田紘孝
- 企画プロデューサー：和田隆
- プロデューサー：永田守
- 共同プロデューサー：川口真史、林修平、大澤渡、松尾大輔
- アソシエイトプロデューサー：吉岡宏城、増田英明、遠藤学、小川貢一
- ラインプロデューサー：犬童一利
- 主題歌：Charisma.com 「とんがりヤング」

### 関連商品
- 死んだ目をした少年 DVD（2015年10月7日発売、TCエンタテインメント、TCED-2770）